# Stuurrubber
Een stuurrubber is een rubber of kunststof bescherming voor het verbindingsstuk dat tussen twee stuurhelften van een crossmotor, enduromotor of offroad is aangebracht.
Dit stuurrubber is vooral bedoeld om het gezicht en de tanden van de berijder te beschermen, wanneer die bij een val met zijn hoofd voorover tegen het verbindingsstuk slaat.